# باب الفلة (فلم)
باب الفلة هو أول فيلم تونسي روائي طويل . تدور أحداث الفيلم داخل المدينة العتيقة بتونس تحديدا باب الفلة أحد أحياء بتناقضاته وخصوصياته حيث يتناول قصة فتاة من الطبقة الشعبية تتعلق بشاب يعمل في دار عرض سينمائي وتتوالى الأحداث في إطار درامي شيق.

## طاقم العمل
```
المخرج مصلح كريم
```

يشارك في بطولته أبرز نجوم السينما والتلفزيون ومنهم: فتحي الهداوي، درّة زرّوق، فاطمة بن سعيدان، شاكرة رماح، يونس الفارحي، علي بنور، منصف السويسي، عبد المجيد الأكحل، سهام مصدق، قابيل السياري، توفيق البحري، منال عبد القوي، إلى جانب الممثلة المغربية نفيسة بنشهيدة.

## قصة الفيلم
يتناول فيلم «باب الفلة» المشهد الاجتماعي والثقافي والسياسي في تونس في أوائل التسعينات من القرن الماضي من خلال مذكرات أو يوميات كهل من أصول ايطالية يقيم في دار للمسنين تديرها الراهبات وذلك بعد اصابته بجلطة قلبية كادت تودي بحياته.
ويستحضر هذا الأخير ويدعى «جياني» ذكرياته مع الحي الشعبي «باب الفلة» الذي كان يقيم فيه متوقفا في كل فصل عند مرحلة من حياته بدءا من ادارته قاعة «سينما العالم» (Cinéma du monde) التي فضلها على مهنة النجارة التي كان يمارسها والده وصولا إلى قمة الحب المأساوية التي انتهت به وسط غرفة مظلمة في دار الراهبات يجلس مقعدا على كرسي متحرك منتظرا الموت في كل يوم وفي كل لحظة.

### مذكرات
وتبدأ خرافة أو حكاية الفيلم من داخل الغرفة المظلمة حين يزوره شاب يدعى «طارق» أمله الوحيد اكتشاف سرّ المذكرات التي عثر عليها في المنزل القديم الذي اشتراه والداه لما كان صبيا.
وما أن يتأكد «جياني» الذي يؤدي دوره في الفيلم الممثل علي بنور من صدق الشاب ومن أن المذكرات التي بين يديه هي مذكراته التي كتبها قبل اصابته بجلطة حتى تدب فيه الحياة من جديد ويبدأ في استحضار ذكرياته مع قاعة «سينما العالم» التي لم تكن بالنسبة اليه مورد رزق أو استثمارا عاديا وانما عشق وحياة على حد قول «ڤو دار».

#### عالم السينما
ومن عالم السينما أو «سينما العالم» يأخذنا «جياني» في الفيلم إلى عالمه الخاص الذي يشبه حكايات الأفلام من علاقته بـ«جانيت» التي تؤدي دورها في الفيلم الممثلة المغربية نفيسة بن شهيدة، إلى وقوعه في حب «عزة» الفتاة الجميلة والبريئة التي تؤدي دورها درة زروق، مرورا بمغامرات «الشا» (chat) أو «سليم» الذي يؤدي دوره الممثل قابيل السياري، وهو خطيب «عزة» ومسؤول القاعة الذي يكشف لـ«جياني» كل أسرار الحي وسكانه، كـ«لسعد» (فتحي الهداوي) «باندي الحومة» و«حسن» (منصف السويسي) رئيس الشعبة، و«ربيعة» (فاطمة سعيدان) المعتوهة، و«الحاج» (محمد المورالي).

##### مأساة جياني
وتبدأ مأساة «جياني» في الفيلم، منذ وقوعه في حب «عزة» واكتشاف عشيقته «جانيت»، لذلك، فتقدم على قتلها وهو ما يكشف الشخصية الحقيقية لـ«جانيت» وخصوصا شقيقها «تنتوشة» الذي يؤدي دوره في الفيلم يونس الفارحي، وهو أبله لطيف في الظاهر، ولكنه وحش مخبول في الباطن إذ يقدم على قتل كل من تحاول خيانة شقيقته، أو تعترض على أوامرها، بما في ذلك عاملات أو بائعات الهوى في «دار المتعة» التي تديرها. وما أن يكتشف «جياني» أنه وراء كل هذه الجرائم، بسبب عشق «جانيت» له، ورفضها كل علاقة أخرى يقيمها مع فتاة غيرها، حتى يصاب بجلطة قلبية تنتهي به إلى كرسي متحرك في دار للراهبات.

###### التسعينات
ومن حول هذه المأساة أو التراجيديا الهوليودية في الحقيقة، التي تذكّر بما يعرف بأفلام (Tueurs en série) يرسم المخرج حدود الإطار الزماني والمكاني الذي تدور فيه الأحداث وهو أوائل التسعينات في حي شعبي بالمدينة العتيقة (باب الفلة) ويستحضر المخرج في هذا الإطار المشهد الاجتماعي والثقافي والسياسي، السائد في ذلك الوقت، بدءا من قضايا الفقر والبطالة والجريمة، وصولا إلى هيمنة الحزب الحاكم ورفض كل فكر أو سياسة مخالفة.. وتتمثل هذه القضايا في ضياع أبناء الحي وفي مقدمتهم «سليّم» الذي ما أن يعثر على عرض من جياني لإدارة قاعة السينما، حتى يعود إليه الأمل ويبدأ بالتفكير في الزواج من «عزة» بعد أن كان مطاردا من «البوليس» ويلخص سلوك «حسن» رئيس الشعبة في الحي المشهد السياسي في ذلك الوقت، حيث كان «الفاتق الناطق» كما يقال لا يرفض له طلب.
أما الثقافة، فقد كانت في الفيلم المشهد الوحيد المشع في تلك الفترة، وخصوصا السينما التي عرفت قفزة نوعية سواء من حيث الإنتاج أو اقبال الجمهور عليها، وقد استغل المخرج الأعمال التي شارك فيها في ذلك الوقت مثل «عصفور السطح» لفريد بوغدير و«سلطان المدينة» لمنصف ذويب لعرض مقاطع منها في الفيلم، خصوصا المقاطع أو المشاهد التي كانت محل جدل كمشاهد العري في «عصفور السطح».
ولم يخل الفيلم، رغم مأساوية حكاية «جياني» الذي يموت في آخر الأحداث، من روح هزلية مرحة تجسدت بالخصوص في مشاهد سلوك المتفرجين أيام زمان داخل قاعات السينما، وسلوك رئيس الشعبة و«باندي الحومة»

## الجوائز
حصد الفيلم جائزة أحسن ممثل ضمن مسابقات مهرجان الداخلة السينمائي بالمغرب في مارس/آذار من العام الماضي والتي توج بها الممثل علي بنّور عن دور البطولة  في هذا العمل